# Cyrtocarpa procera
Cyrtocarpa procera là một loài thực vật có hoa trong họ Đào lộn hột. Loài này được Kunth mô tả khoa học đầu tiên năm 1824.